# (8141) Nikolaev

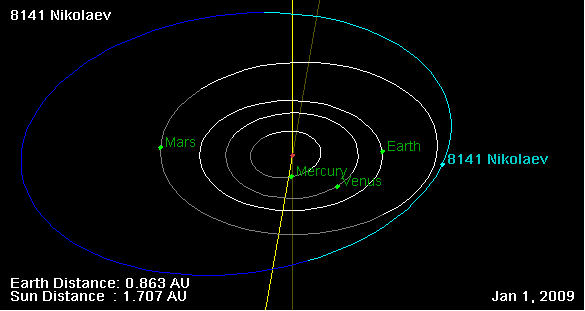
Orbite de Nikolaev

(8141) Nikolaev est un astéroïde de la ceinture principale.

## Description
(8141) Nikolaev est un astéroïde de la ceinture principale. Il fut découvert le 20 septembre 1982 à Naoutchnyï par Nikolaï Tchernykh. Il présente une orbite caractérisée par un demi-grand axe de 2,39 UA, une excentricité de 0,29 et une inclinaison de 7,5° par rapport à l'écliptique.

## Compléments